# Абдалазим Сами
Мирза Мухаммад Абдалазим Сами (узб. Мирзо Абдулазим Сомий Бустоний; 1839—1908) — персидский историк и поэт эпохи Бухарского эмирата.

## Биография
Мирза Мухаммад Абдалазим Сами Бустани родился в 1839 году в селении Бустон (Бустан), расположенном в 40 км севернее Бухары по дороге в Кермине. 
В официальной версии истории "Тухфа-и шахи" Сами указывает, что до 60 лет он «пользовался милостями эмирского двора». 
Начальное образование Сами получил на родине, а затем учился в Бухаре. Сын бухарского эмира Музаффара историк Мир Мухаммад-Сиддик указывает, что дальнейшее образование будущий историограф получил у кази Са'даддина Махира, который дал ему псевдоним Сами («Возвышенный»). В автобиографических высказываниях Сами говорит о своей любви к знаниям и особенно истории. 
Все среднеазиатские сочинения отмечают его как видного историка, литератора, поэта, каллиграфа. Он  служил секретарём при разных хакимах, а затем в качестве мунша (эмирского секретаря) был привлечён ко двору. В официальной версии истории Сами пишет, что это произошло в начале царствования Музаффара. Во время войны России с Бухарой Сами находился при эмирском войске в качестве «наблюдающего за событиями»  - вакаинагар. Работа в должности продолжалась и при преемнике Музаффара эмире Абдалахаде. Сами в составе бухарского посольства сопровождал будущего эмира, тогда ещё наследника престола, при поездке в Петербург на коронационные торжества в связи со вступлением в 1881 г. на престол императора Александра III. 
При дворе Абдалахада Сами состоял лет десять-одиннадцать.  И вот, стоя уже на пороге смерти. Сами пишет свою «Историю мангытских государей», в которой без предвзятости,  рассчитанной на благосклонность правителей, осветил современные ему события истории Бухары. Кроме сочинений "Тухфа-и шахи" и "Тарих-и салатин-и мангитийа", у Сами имеется ещё третье историческое сочинение — история мангытской династии в стихах под названием "Дахма-и шахан" («Гробница царей») .

## Смерть
Причина изгнания Абдалазима Сами из двора эмира точно неизвестна. Видимо, он не скрывал своего оппозиционного отношения к окружающей его обстановке в эмирском дворце и вынужден был покинуть двор. После удаления началась полная лишений старость. Придавленный нуждой и физическими недугами, Сами в последние годы жизни находился в состоянии крайнего морального угнетения. Был обнаружен один список произведения Сами Рисала-и инша («Трактат о письмоводстве»), который можно считать автографом и в этом списке имеется дата написания — октябрь 1914 г. Очевидно, что Сами умер после 1914 года.
Но в Национальной энциклопедии Узбекистана датой смерти приводится 1908 год.